# Bengt Hagberg
Bengt Artur Hagberg, född 9 augusti 1923 i Göteborg, död 12 april 2015, var en svensk läkare.  
Hagberg, som var son till lasarettsläkare Eric Hagberg och konstnär Gulli Zachau, blev medicine licentiat vid Uppsala universitet 1950, medicine doktor 1953, docent i pediatrik i Uppsala 1956, innehade olika förordnanden 1943–1960, blev biträdande överläkare vid Akademiska sjukhuset i Uppsala 1960, forskningsläkare i barnneurologi vid Statens medicinska forskningsråd 1964, laborator i barnneurologi vid Uppsala universitet 1967, biträdande professor där 1969 samt professor i pediatrik vid Göteborgs universitet och överläkare vid barnmedicinska kliniken på Östra sjukhuset i Göteborg 1971–1989.